# Aljaksej Abalmasaŭ
Aljaksej Aljaksandravič Abalmasaŭ (in bielorusso Аляксей Аляксандравіч Абалмасаў?; Barysaŭ, 20 giugno 1980) è un canoista bielorusso, vincitore della medaglia d'oro nel K4 1000 m ai Giochi olimpici di Pechino 2008.

## Palmarès
- Olimpiadi

Pechino 2008: oro nel K4 1000 m.
- Mondiali

2002 - Siviglia: argento nel K4 500 m.
2005 - Zagabria: oro nel K4 500 m e bronzo nel K4 200 m.
2006 - Seghedino: bronzo nel K4 1000 m.
2009 - Dartmouth: oro nel K4 1000 m.
- Campionati europei di canoa/kayak sprint

Milano 2001: bronzo nel K4 500m e K4 1000m.
Poznań 2004: argento nel K4 500m.
Poznań 2005: oro nel K4 500m.
Račice 2006: oro nel K4 200m e argento nel K4 1000m.
Pontevedra 2007: argento nel K4 200m.
Milano 2008: bronzo nel K4 500m.
Brandeburgo 2009: oro nel K4 1000m.